# Petit Yéro
Pour les articles homonymes, voir Doumbouya.
Petit Yero, né Yéro Baïlo Doumbouya en 1964 à Bantignel 2 dans la préfecture de Pita en République de Guinée, est un chanteur guinéen.

## Biographie
Yéro Baïlo Doumbouya est le fils de feu Mamadou Saïdou et de Hadja Lamarana Sow. Il a fréquenté l’école française jusqu’en 8éme année. Il a fait son primaire dans son village natal de Bantignel 2, puis le secondaire à Bantignel-centre de Pita, Petit Yéro va, une de ses vacances à Conakry, où vivait son père musicien. Delà, s'est avérée êtes un tournant. Ces moments avéreront si fastes et bénéfiques qu’à la fin des vacances, Petit Yéro ne retournera plus dans son Bantignel. En tout cas en tant qu’écolier.
Et depuis, le natif de Pita suit son destin d’artiste à Conakry. C'est pendant ses interruption scolaire à Conakry que petit Yero commence la musique. son père Mamadou Saidou, accordéoniste, devient son mentor. Sous sa direction Petit Yéro a appris à jouer l’accordéon, devant l'assistance fidèle de son père,.

## Albums
petit Yéro  a sorti cinq albums entre 

## Vie privée
Marié à une femme et est père de cinq enfants dont trois garçons.